# Musteikis
Musteikis ist ein litauischer männlicher Familienname.

## Weibliche Formen
- Musteikytė (ledig)
- Musteikienė (verheiratet)

## Namensträger
- Eivydas Musteikis (* 1987), Biathlet
- Kazimieras Musteikis (1928–2019), Sprachwissenschaftler